# أريانوس
أريانوس النيقوميدي، أو أريان، هو لوكيوس فلاڤيوس أريانوس زينوفون؛ ((باللاتينية: Lucius Flavius Arrianus Xenophon)‏؛)، ((باليونانية: Ἀρριανός)‏؛) عاش ما بين عامي 86 – 160م)، وهو روماني (ذو أصول عرقية يونانية)) عمل كمؤرخ ومسؤول مدني، وقائد عسكري، وفيلسوف في القرن الثاني من الفترة الرومانية. وكما هو الحال مع سائر كتاب الحركة السفسطائية الثانية، فقد كتب أريانوس مادته باللغة الأتيكية en (كتب كتابه الـ«إنديكا» en بلهجة هيرودوت وهي اللهجة الأيونية en، أما كتبه الفلسفية فقد كتبها باليونانية الكوينية الدارجة).
وتعتبر «أنباسة الإسكندر» en واحدة من أشهر أعماله كما تعتبر إحدى أفضل المصادر لحملات فتوحات الإسكندر الأكبر، وينبغي عدم خلط «أنباسة الإسكندر» ب «الأنباسة»، وهي أفضل الأعمال المعروفة آنذاك للقائد العسكري والكاتب الأثيني زينوفون من القرن الرابع ق م. يعتبر أريانوس أحد المؤسسين لتأريخ الأحداث على أساس التركيز على الوقائع العسكرية. ومن بين أعماله الأخرى «مقالات إبكتيتوس - Discourses of Epictetus»، والإنديكا.

## حياته
ولد أريانوس بعرقية يونانية
في بلدة نيقوميديا الساحلية (أزميت المعاصرة) وهي عاصمة الإقليم الروماني بيثينيا،  في الشمال الغربي من تركيا المعاصرة، وهي تبعد عن مدينة بيزنطة حوالي 70 كم (عرفت لاحقاً باسم القسطنطينية، اسطنبول المعاصرة). درس أريانوس الفلسفة في نيقوبولس en في إبايروس عند الفيلسوف الرواقي، إبكتيتوس en، فكتبت كتابين عن تعاليم هذا الفيلسوف. وفي الوقت ذاته دخل في دوائر الخدمة الإمبراطورية، وخدم كمستشار أصغر ضمن دائرة إستشاريي حاكم إقليم أخاياen وأصبح صديقاً مقرباً للإمبراطور هادريان ما بين عامي 111-114 م قبل توليه الحكم. ولا يعرف عن سيرته المهنية الكثير، رغم ما يعتقد أنه خدم في بلاد الغال الحدودية، وعلى ثغور نهر الدانوب، كما يحتمل أنه كان في إقليم بايتيكا الإسباني en وفرثيا- حتى جاءت فترته في تولي منصب القنصل الروماني (وهو أعلى منصب منخب في روما الإمبراطورية) في عام 219 أو 130 م. وفي عام 131 عين حاكم إقليم كبادوكيا المطلة على البحر الأسود والقائد على الفيالق الرومانية المرابطة في ثغور حدود أرمينيا. وكان من الشائع في تلك الفترة لواحد من العرق اليوناني أن يمسك بمركز عسكري رفيع المستوى.
وفي عام 135، هدد إقليم كبادوكيا من قبل قوة ألانية en محتلة. فكتب أريانوس مجموعة من الرسائل، فصّلت المعركة التي قادها ضدّ الألانيين، كما كتب الكتب الأخرى يصف فيها طريقة ترتيب الفيالق الأساسية والفرق الأجنبية الأخرى التي خدمت تحته. ومع ذلك فقد تكون هذه الأعمال افتراضية وليست مبنية على تجارب فعلية من سيرته، لأن التاريخ لا يسجل معركة عسكرية وقعت بين الرومان والألانيين في تلك السنة. وفي تلك الفترة كتب أريانوس العديد من الأعمال العسكرية في شؤون التكتيك العسكري. كما كتب رسالة قصيرة عن جولة فحصية قام بها على سواحل البحر الأسود بالطريقة اليونانية التقليدية في مسح الحدود الساحلية المعروفة، وكانت موجهة للإمبراطور هادريان بعنوان en:Periplus Ponti Euxini أي «الإبحار حول حدود البحر الأسود».
ترك أريانوس كبادوكيا قبل موت داعمه هادريان في عام 138، ولا توجد أية دلائل على تعيينات حكومية له حتى عام 145-146م حين تم انتخابه لمنصب الـ أرخون en في أثينا، وهو فيما مضى المنصب الأول في المدينة ولكن مع حلول وقت أريانوس لم يتعدَ كونه منصب تشريفي. وكانت هذه الفترة هي التي تفرغ فيها لكتابة أهم أعماله، «أنباسة الإسكندر» أو حملات الإسكندر. كما قام بكتابة الإندكتا وهي عمل تأريخي عن رحلات أساطيل الإسكندر من الهند إلى الخليج العربي تحت قيادة نيرخوسen. كما كتب مؤرخة سياسية عن العالم اليوناني بعد الإسكندر، وقد ضاع أغلبها. ولا يعرف تاريخ وفاة أريانوس.

## أعماله

### أنباسة الإسكندر
يعتبر أريانوس مؤرخ مهم لأن عمله حول الإسكندر كان واسع الانتشار والقراءة، وهو أكثر المصادر إلماماً بسيرة الفاتح المقدوني. وقد تمكن أريانوس من استخدام المصادر التي نفقدها في العصر الحالي، مثل الأعمال التي عاصرته لـ كاليسثينيس (ابن أخ أرسطو معلم الإسكندر) وانسيكريتوس en ونيرخوس واریستوبولوس en. وما هو أهم من ذلك كله، أن أريانوس امتلك كتاب سيرة الإسكندر الذي ألفه بطليموس الأول، وهو واحد من أهم قادة الإسكندر وأخوه غير الشقيق، حسب ما يدّعي.

#### إنتقاد الأنباسة
يقول أريانوس أن عظمة الإسكندر تستحق الإطراء والتمجيد، ويجب أن يعرفها أجيال المستقبل. ويبدو أنه هدف لأن يجعل من حياة الإسكندر أسطورة - وهي كذلك في يومنا هذا - من خلال كتابه. ولا يتفق معه كل المؤرخون على هذا الأسلوب. قام المؤرخ المختص في التاريخ الإغريقي اليوناني وهو أ. ب. بوسورث - A. B. Bosworth، بانتقاد روايات أريانوس في كتابه «أخطاء أريانوس - Errors in Arrian' (1976)» وقد وصف عمله هذا بأنه كتاب لسيرة من سير القديسين en.
قام بوسورث في إطار علم النقائش المتبع في الدراسات الكلاسيكية الحديثة، باعتبار أريانوس كمصدر ثانوي لمعلومات الإسكندر. فهو يعتمد على المصدر الأولي الذي كتبه بطليموس عن الإسكندر، وهو طرف مجروح بحد ذاته، فكتابات بطليموس احتوت الكثير من الدعاية السياسية دعماً لمركز دولته في النزاعات التي ظهرب بعد موت الإسكندر بين قادته في ما يعرف بـ حروب ملوك طوائف الإسكندر. كما يزعم بوسورث أن أريانوس ينزع إلى أن يخطئ أو يسيء فهم أو يبالغ في نقل المعلومات من مصادرها الأولية، وهي سمة متوقعة من سمات مؤرخ ثانوي من مؤرخي الفترة الكلاسيكية.
كما يركر بوسورث على النقطة التي تفيد بأن «أعمال أريانوس تظهر بوضوح أنها مصممة لتكون تحفة أدبية. فمآثر الإسكندر لم تُحيا أو تُذكر من قبل بهذا الشكل لا نثراً ولا شعراً. وهو لا يعدو كونه نموذج يتكرر لشاعر أراد تمجيد الملوك السابقين، كما فعل زينوفون في كتابه ‘مسير عشرة الآلاف’». وخلاصة القول أن هذا المؤرخ المختص قد حكم على عمل أريانوس بأنه عمل أدبي مادح بدل كونه عمل تأريخي جاد

#### الرد النقدي
لقد كان الإسكندر شخصيةً جدليةً في التاريخ القديم، كما هو كذلك اليوم. وعلى ذلك فإن كتابه سيرة إيجابية للإسكندر، وهي ستكون موضع انتقاد في كل الأحوال. وكرد على من انتقد عمله، قال أريانوس بذاته ما يلي عن كتابه:
"مهما أكن أنا الذي أدعي ما ذُكر هنا (أي في الكتاب)، فلا حاجة لي أن أذكر اسمي، رغم أنه (أي الاسم) غني عن التعريف في هذا العالم، ولا حاجة لي أن أذكر اسم بلدي وعائلتي، أو أي منصب رسمي كنت قد ملأته أو نلته. وعوض عن ذلك فاسمح لي أن أقول ما يلي: بأن هذا الكتاب الذي كتبته، ومنذ طفولتي المبكرة، كان أغلى عندي من وطني وعشيرتي وجميع المنازل الاجتماعية المتمناة، فهو كل هذه الأمور مجتمعة بالنسبة لي.""

#### اللغة والأسلوب المتبع
في زمن أريانوس كان اللسان المستخدم في الحياة اليومية هي الكوينية أن اليونانية العامية التي شاعت في الفترة الهلنستية والفترة الرومانية. وبصفته كاتب، كان أريانوس مضطراً لأن يتبع الأعراف الأدبية ويكتب باليونانية المضبوطة وهي اليونانية الأتيكية en، وهي اللغة المضبوطة من الناحية النحوية والأدبية على وفق ما كتبه الكتاب الأثينيون في القرن الخامس ق م. وفي حالة أريانوس فقد عني ذلك اتباع الأسلوب الذي كتب به زينوفون وثوسيدايدس. وهو من قبيل اللغة العربية الفصحى مقابل العربية الدارجة في البلدان العربية المعاصرة.
كانت النتيجة حتمية بأن يخرج هذا العمل بشكل متكلف وغير متماسك، رغم أن أريانوس تجشم عناء الكتابة والنقل من مخطوطات بلغ عمرها أكثر من 500 عام وخرج بمخرج أفضل مما أخرجه بعض معاصريه. وقد كان زينوفون خير نموذج في الأعمال النثرية غير المتكلفة وكان من الحكمة أن اقتدى به أريانوس في هذا المجال. ويأسف الكثير من الؤرخون المعاصرون أن الأعمال التأريخية الأولى حول الإسكندر قد ضاعت لكنهم مدينون لأريانوس بأنه حفظ الكثير منها في كتاباته.

#### الاستنتاج
إن الإجماع العلمي حول أعمال أريانوس أنها تتلخص بشكل عام لتكون إعادة صياغة لأعمال بطليموس الأول، مع احتوائها لمواد من كتّاب آخرين، وخصوصاً أريسطوبولوس، أوردها أريانوس حيث اعتقد أنها ستكون إضافات مفيدة. كان بطليموس قائداً عسكريا، وقد اعتمد أريانوس على رأيه بصفته متخصصاً في العلوم العسكرية وبالتالي على سرد تفاصيل معارك الإسكندر، وقد كان بطليموس على اطلاع ممتاز بهذه التفاصيل بكل تأكيد. وأخذت التفاصيل حول الجغرافيا والتاريخ الطبيعي من أريسطوبولوس، رغم أن آريان بنفسه كان له اطلاع واسع على الأناضول والأقاليم الشرقية.

### أعماله الأخرى
تشتمل أعمال أريانوس الأخرى على فلسفسة إبكتيتوس في كتاب «مقالات إبكتيتوس - Discourses of Epictetus» ـ (108 م)، والإندكتا التي تصف رحلات نيرخوس البحرية التي قام بها بعد فتوحات الإسكندر، وأعمال قصيرة أخرى.

## أعمال تأريخية أخرى من العهد الكلاسيكي القديم

Alexandri anabasis, 1575

- كتب المؤرخ الروماني كوينتوس كرتيوس روفوس en «تأريخ الإسكندر الأكبر - Historiae Alexandri Magni» وهي سيرة عملية للإسكندر باللاتينية في عشرة كتب، بقي منها الثمانية الأخيرة.
- كتب المؤرخ اليوناني ديودورس الصقلي كتاب «دراسات في التاريخ - Bibliotheca Historia» في أربعين كتاب، وقد اشتمل سبعة عشر منهم على سيرة الإسكندر.
- قام المؤرخ وكاتب السير اليوناني بلوتارخ الخيروني بكتابة «في ذكر أقدار وفضائل الإسكندر الأكبر - On the Fortune or the Virtue of Alexander the Great» و«حياة الإسكندر - Life of Alexander» في سلسلته «الحيوات المتوازية - Parallel Lives»، التي زاوجها مع «حياة يوليوس قيصر - Life of Julius Caesar»
- قام المؤرخ الروماني جاستن en خلاصة لكتاب «التاريخ الفيليبي - Historiae Philippicae» لمؤلفه غنايوس بومبيوس تروغاس، في 44 كتاباً. ومن هذه الكتب خُصص الكتاب 12 و13 لحياة الإسكندر.

## وصلات خارجية
- أريانوس على موقع الموسوعة البريطانية (الإنجليزية)